# Carlo Valentini
Carlo Valentini (ur. 15 marca 1982 w Borgo Maggiore) – sanmaryński piłkarz występujący na pozycji obrońcy lub pomocnika w SS Murata, reprezentant San Marino w latach 2002–2017.

## Kariera klubowa
Wychowanek San Marino Calcio, gdzie rozpoczął treningi w wieku 7 lat. Karierę na poziomie seniorskim rozpoczął w sezonie 2002/03 we włoskim klubie ASD Savignanese (Eccellenza). Następnie grał w AS Virtus Villa, San Marino Calcio i Sportingu NovaValmarecchia. W 2007 roku przeniósł się do SS Murata, z którą wywalczył w sezonie 2006/07 i 2007/08 mistrzostwo oraz Puchar San Marino. Od 2008 roku kontynuował karierę w sanmaryńskich i włoskich zespołach. Przed sezonem 2011/12 zawiesił na rok karierę. Wiosną 2018 roku, będąc graczem AC Libertas, został przez FSGC ukarany roczną dyskwalifikacją. W marcu 2019 roku został piłkarzem SP La Fiorita.

## Kariera reprezentacyjna
21 maja 2002 zadebiutował w reprezentacji San Marino w przegranym 0:1 towarzyskim meczu z Estonią w Serravalle. W spotkaniu tym pojawił się na boisku w podstawowym składzie i został zmieniony w 56. minucie przez Roberto Selvę. W listopadzie 2002 w meczu z Łotwą (0:1) strzelił w doliczanym czasie gry bramkę samobójczą. Ogółem w latach 2002–2017 rozegrał w drużynie narodowej 46 spotkań, nie zdobył żadnego gola.

## Życie prywatne
Z wykształcenia jest księgowym.

## Sukcesy
SS Murata
- mistrzostwo San Marino: 2006/07, 2007/08
- Puchar San Marino: 2006/07, 2007/08